# Косовска-Митровица
Ко́совска-Ми́тровица (серб. Косовска Митровица, алб. Mitrovica или Mitrovicë) — город на севере Косова. Согласно позиции частично признанной Республики Косово и государств, признающих независимость Косова, вся территория города входит в состав Республики Косово. Согласно позиции Сербии и государств, не признающих независимость Косова, вся территория города входит в состав Сербии.
Фактически, северная территория города контролируется Сербией, а южная ― частично признанной Республикой Косово. До 1989 года назывался Ти́това-Ми́тровица (серб. Титова Митровица, алб. Mitrovica e Titos). На сегодня город охраняется, как и все города Косова, полицейскими отрядами KFOR. Согласно юрисдикции Республики Косово, контролирующей его южную часть, город имеет название Митровица.

## История
Город был первоначально одним средневековым поселением, которое очень быстро превратилось в город.
Название Митровица, видимо, появилось в XIV веке, и происходит от церкви св. Димитрия Солунского, которую сербский король Стефан Урош II Милутин в 1315 году даровал своему монастырю Баньска.
Долгое время в городе длилось османское владычество: с конца XIV века и до первой балканской войны 1912—1913. Во время османского владычества Митровица входила в вилайат (провинцию) Косово (создан в 1877 году).
В 1941 году в ходе вторжения немецких войск в Югославию город был захвачен. В ноябре 1944 года немецкие войска были разгромлены.
В 1981 году в городе проживало 105 тыс. человек, из которых 66,5 тыс. албанцев, 20 тыс. сербов и черногорцев.
В ходе Косовской войны 1998—1999 годов в городе произошли этнические чистки. Сербские силы выдворили в Албанию большую часть албанского населения города; по другим данным, к 23 марта 1999 года в городе не осталось албанского населения, сербами было сожжено более 200 албанских домов и магазинов. После войны албанские беженцы вернулись, и город разделился на южную часть с почти исключительно албанским населением (примерно 60 000 жителей) и северную часть с преимущественно сербским (примерно 13 000 жителей) населением. Оба района связаны двумя уличными мостами через реку Ибар. После раздела города сербский православный храм Святого Димитрия оказался в албанской части города и был недоступен для сербов. По этой причине была построена и торжественно открыта в 2005 году новая церковь на холме в сербском районе.
В марте 2004 года в городе произошли массовые беспорядки, во время которых были сожжены и разграблены дома сербов.
В западной части города на международные средства были восстановлены дома для беженцев, потерпевшие разрушения в дни этих событий. К сентябрю 2007 года было закончено строительство большинства кирпичных домов.
В марте 2008 года, после провозглашения независимости Косова (17 февраля 2008 года), в городе произошли вооружённые столкновения между группой сербов и полицией.
В 2011 году на главном мосту через реку Ибар между южной (албанской) и северной (сербской) частями города сербами была воздвигнута баррикада. В охране баррикады участвовали в том числе русские добровольцы. По состоянию на 2019 год мост охраняют международные миротворцы KFOR.

## Экономика
Город является центром горной промышленности и цветной металлургии района: добыча свинцово-цинковой руды, лигнита, выплавка свинца и цинка. Работают химический комбинат, деревообрабатывающие и бумажные предприятия, а также производство горнорудного оборудования и сельскохозяйственных машин.

## Образование
В северной части города функционирует Технический институт Митровица, единственное высшее учебное заведение в Косове с преимущественно сербскоязычным ассортиментом курса. В июле здесь действует англоязычная школа Summer School.
В 1999 году в северную часть города переехали сербские преподаватели и студенты Приштинского университета, создав здесь «Университет в Приштине с временным пребыванием в Косовска-Митровице».

## Знаменитости города
В городе родились:
- Ангел Стойков, македоно-одринский ополченец (отряд Ташо Стоянова);
- Мехмед Неджип Драга (1867—1920), албанский политик и революционер;
- Стоян Гегов, македоно-одринский ополченец (отряд Ташо Стоянова);
- Тодор Ризов, македоно-одринский ополченец (отряд Ташо Стоянова);
- Яне Георгиев, македоно-одринский ополченец (отряд Ташо Стоянова);
- Риза Лушта (1916—1997) — футболист албанского происхождения;
- Байрам Реджепи (род. 1954) — албанец, политик и первый премьер-министр после войны 1999 года;
- Ми́лош Кра́сич — сербский футболист, полузащитник турецкого клуба «Фенербахче», на правах аренды выступающий за французскую «Бастию» и сборной Сербии;
- Валон Бехрами — швейцарский футболист албанского происхождения, полузащитник. Игрок национальной сборной Швейцарии;
- Рона Нишлиу — певица, представительница Албании на Евровидении-2012;
- Невена Божович — сербская певица, представительница Сербии на Евровидении 2013, Евровидении-2019 и на Детском Евровидении 2007.
- Бесар Нимани (1985-2024) — профессиональный боксёр косовско-албанского происхождения.

## Места и памятники
- Церковь Святого Дмитрия в Косовской Митровице
- Памятник партизанам и шахтерам
- Риза Лушта (стадион)
- Олимпийский стадион Tрепча
- Ибарский мост